# Lobophora tabulata
Lobophora tabulata är en fjärilsart som beskrevs av George Duryea Hulst 1896. Lobophora tabulata ingår i släktet Lobophora och familjen mätare. Inga underarter finns listade i Catalogue of Life.